# Abbaye de Créteil

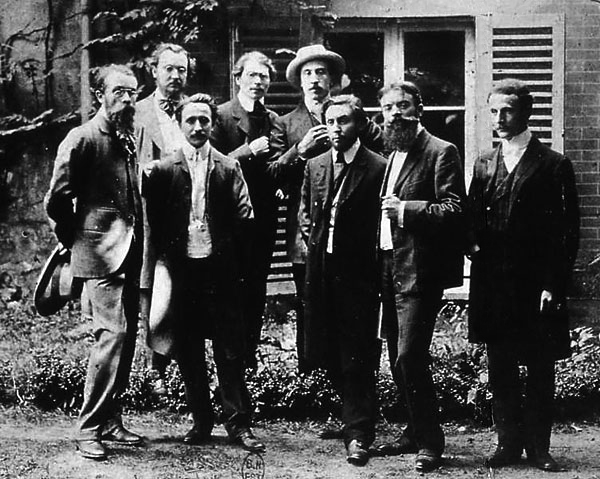
Členové l’Abbaye de Créteil v roce 1906 přední řada: Charles Vildrac, René Arcos, Albert Gleizes, Henri-Martin Barzum, Alexandre Mercereau; druhá řada: Georges Duhamel, Berthold Mahn, d'Otémar

Abbaye de Créteil (Opatství v Créteil) byla umělecká komuna, založená na podzim 1906 spisovatelem Georgesem Duhamelem a básníkem Charlesem Vildracem. Komuna zanikla 28. ledna 1908, především z finančních důvodů.

## Historie

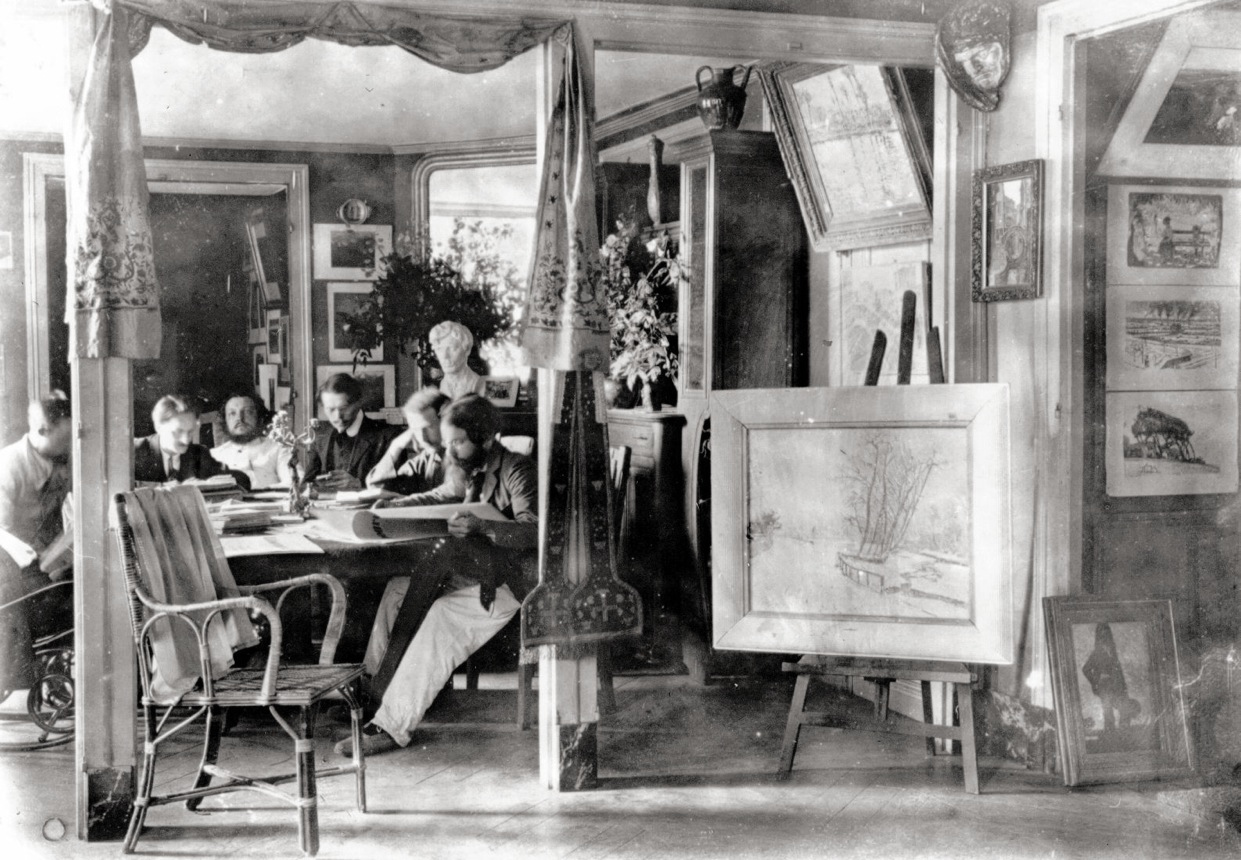
Abbaye de Créteil, pohled do interiéru, asi 1907

Inspirováni Opatstvím v Thélème (Abbaye de Thélème) z knihy Françoise Rabelaise: Gargantua (Gargantua a Pantagruel) se spisovatel Georges Duhamel a básník Charles Vildrac usadili v ulici Rue du Moulin v Créteil v domě obklopeném zahradou na břehu řeky Marny. Měli v úmyslu zde založit centrum svobody a přátelství, vhodné pro uměleckou tvorbu a vzdálené zvyklostem a konvencím doby, ve které žili. Nazvali ji L'abbaye - groupe fraternel d'artistes (Opatství – bratrská skupina umělců)
První skupinu kolem zakladatelů tvořili spisovatelé René Arcos, Henri-Martin Barzun a Alexandre Mercereau a malíř Albert Gleizes. Finanční prostředky poskytl Henri-Martin Barzun. Konkrétním cílem skupiny bylo vytvořit vydavatelství, které by zajistilo příjmy pro provoz komuny. Tiskárnu poskytl přítel Alberta Gleizese, tiskař Lucien Linard. Celkem bylo na Opatství vydáno asi dvacet knih. Činnost komuny od roku 1907 do ledna 1908 přišli obohatit: básník Pierre Jean Jouve, hudebník Albert Doyen, návrhář Berthold Mahn, malíři Henri Doucet a Jacques d'Otémar, Léon Balzagette, který přeložil do francouzštiny Stébla trávy od Walta Whitmana. S komunou sympatizovali i spisovatel Jules Romains, zakladatel unanimismu, Alfred Jarry a spisovatel Jean-Richard Bloch z časopisu La Nouvelle Revue française.
Kratší dobu zde strávili i spisovatelé Georges Chennevière, Luc Durtain, návrhář a grafik belgického původu Frans Masereel a spisovatel Robert de Montesquiou, který vydal v Opatství některé své knihy.
Přes veškerou snahu se komuna dostala do finančních potíží a 28. ledna 1908 byla po patnácti měsících existence ukončena. Vydavatelství ještě nějaký čas přežívalo. Členové komuny se později scházeli každý měsíc na společných večeřích.

## Některé knihy, vydané v Abbaye de Créteil
- René Arcos, La Tragédie des espaces, 1906
- Georges Duhamel, Des légendes, des batailles, 1907
- Alexandre Mercereau, Gens d’ici et d’ailleurs, 1907
- Jules Romains, La Vie unanime, 1909
- Charles Vildrac, Images et mirages, 1907
- Lucien Linard po zániku komuny vytiskl první knihu Pierra Jeana Jouve, Artificiel, s frontispice od Alberta Gleizese, 1909

## Obraz Abbaye de Créteil v literatuře
- Alexandre Mercereau: L'Abbaye et le bolchevisme culturel (Opatství a kulturní bolševismus, 1911)
- Georges Duhamel: Le Désert de Bièvres (Poušť v Bièvres, část románového cyklu Chronique des Pasquier, 1937)